# Анна Мария Саксонска
Анна Мария Саксонска (на немски: Anna Maria Maximiliane Stephania Karoline Johanna Luisa Xaveria Nepomucena Aloysia Benedicta von Sachsen; * 4 януари 1836, Дрезден; † 10 февруари 1859, Неапол) е саксонска принцеса от албертинската линия на Ветините и чрез женитба велика херцогиня на Тоскана. Нейното пълно име е Анна Мария Максимилиана Стефания Каролина Йохана Луиза Ксаверия Непомуцена Алойзия Бенедикта.

## Живот
Дъщеря е на крал Йохан Саксонски (1801 – 1873) и съпругата му Амалия-Августа (1801 – 1877), дъщеря на баварския крал Максимилиан I Йозеф.
Анна Мария се омъжва на 24 ноември 1856 г. в Дрезден за бъдещия велик херцог Фердинанд IV от Тоскана (1835 – 1908), ерцхерцог на Австрия от род Хабсбург-Лотаринги-Тоскана, най-възрастният син на велик херцог Леополд II.
Тя умира на 23 години на 10 февруари 1859 г. при раждането на второто си дете. Погребана е в базиликата Санта Чиара в Неапол.
Велик херцог Леополд II, бащата на Фердинанд, се отказва от трона на 21 юли 1859 г. в полза на сина му. Така пет месеца след смъртта на Анна Мария нейният вдовец става последният велик херцог на Тоскана. Фердинанд се жени през 1868 г. за Алиция от Бурбон-Парма.

## Деца
Анна Мария и Фердинанд IV имат две дъщери:
- Мария Антоанета Леополдина Анунциата Анна Амалия Йозефа Йохана Имакулата Текла (* 10 януари 1858, Флоренция; † 13 април 1883, Кан, белодробно болна), абатиса в Прага
- дъщеря (*/† 10 февруари 1859)